# Hydrocyphon iriomotensis
Hydrocyphon iriomotensis es una especie de coleóptero de la familia Scirtidae.

## Distribución geográfica
Habita en Japón.